# 788 Hohensteina
788 Hohensteina là một tiểu hành tinh ở vành đai chính. Nó được xếp loại tiểu hành tinh kiểu C, có bề mặt tối, và dường như được cấu tạo bằng vật liệu cacbonat nguyên thủy.
Tiểu hành tinh này do Franz Kaiser phát hiện ngày 4.4.1914 ở Heidelberg. và được đặt theo tên thị xã Hohenstein, bang Hesse (Đức), nơi sinh của vợ Franz Kaiser.